# 미나미세타카역
미나미세타카역(일본어: 南瀬高駅)은 일본 후쿠오카현 미야마시에 있는 규슈 여객철도 가고시마 본선의 역이다.

## 역 구조 및 승강장
상대식 승강장 2면 2선을 가지는 지상역. 서로의 승강장은 과선교로 연락하고 있다. 간이 역사를 갖춘다.
무인역이지만, 사원이 파견되어, 특별 개찰을 실시하는 일도 있다. 또한 근거리 표의 승차권 자동 발매기가 설치되어 있다. SUGOCA의 이용이 가능하지만, 카드 발매와 현금의 취급은 행하지 않는다.
| 1 | ■ 가고시마 본선 | (상행) | 구루메 · 도스 · 하카타 방면       |
| 2 | ■ 가고시마 본선 | (하행) | 오무타 · 구마모토 · 야쓰시로 방면 |

## 역 주변
- 보건 의료 경영 대학
- 국도 제209호선
- JA 미나미지쿠고 미나미세타카 지소

## 역사
- 1935년 3월 23일 : 이데노카미역으로서 철도성이 개업.
- 1942년 11월 15일 : 미나미세타카역으로 개칭.
- 1987년 4월 1일 : 일본국유철도 분할 민영화에 의해 규슈 여객철도가 승계.
- 2006년 3월 18일 : 근거리 표 승차권 자동 발매기를 설치.
- 2009년 3월 1일 : IC카드 SUGOCA의 이용을 개시.

## 인접 역
| 가고시마 본선      | 가고시마 본선                                       | 가고시마 본선        |
| ------------------ | --------------------------------------------------- | -------------------- |
| 세타카 모지코 방면 | ■ 쾌속 · ■ 쾌속 '구마모토 라이너' ■ 준쾌속 · ■ 보통 | 와타제 가고시마 방면 |